# Unicodeblock Buchstabenähnliche Symbole
Der Unicode-Block Letterlike Symbols (Buchstabenähnliche Symbole) (2100–214F) enthält Symbole aus verschiedenen Lebensbereichen, die aus Buchstaben bestehen, jedoch grafische Besonderheiten aufweisen, die sie von den einfachen Buchstaben unterscheiden.
Für einige der graphischen Besonderheiten (z. B. Buchstabe mit Doppelstrich) sind die übrigen, hier nicht gelisteten Buchstaben des lateinischen Grundalphabets im Unicodeblock Mathematische alphanumerische Symbole (Mathematical Alphanumeric Symbols, U+1D400 bis U+1D7FF) verfügbar.

## Tabelle
| Unicodenummer | Zeichen (400 %) | Kategorie                               | Bidirektionale Klasse       | Offizielle Bezeichnung         | Beschreibung                                                                                     |
| ------------- | --------------- | --------------------------------------- | --------------------------- | ------------------------------ | ------------------------------------------------------------------------------------------------ |
| U+2100 (8448) | ℀               | anderes Symbol                          | anderes neutrales Zeichen   | ACCOUNT OF                     | a conto                                                                                          |
| U+2101 (8449) | ℁               | anderes Symbol                          | anderes neutrales Zeichen   | ADDRESSED TO THE SUBJECT       | Betreff                                                                                          |
| U+2102 (8450) | ℂ               | Großbuchstabe                           | links nach rechts           | DOUBLE-STRUCK CAPITAL C        | Großbuchstabe C mit Doppelstrich (= Menge der komplexen Zahlen)                                  |
| U+2103 (8451) | ℃               | anderes Symbol                          | anderes neutrales Zeichen   | DEGREE CELSIUS                 | Grad Celsius a)                                                                                  |
| U+2104 (8452) | ℄               | anderes Symbol                          | anderes neutrales Zeichen   | CENTRE LINE SYMBOL             | Mittellinie-Zeichen                                                                              |
| U+2105 (8453) | ℅               | anderes Symbol                          | anderes neutrales Zeichen   | CARE OF                        | Per Adresse                                                                                      |
| U+2106 (8454) | ℆               | anderes Symbol                          | anderes neutrales Zeichen   | CADA UNA                       | Cada Una                                                                                         |
| U+2107 (8455) | ℇ               | Großbuchstabe                           | links nach rechts           | EULER CONSTANT                 | Eulersche Zahl                                                                                   |
| U+2108 (8456) | ℈               | anderes Symbol                          | anderes neutrales Zeichen   | SCRUPLE                        | Scrupel                                                                                          |
| U+2109 (8457) | ℉               | anderes Symbol                          | anderes neutrales Zeichen   | DEGREE FAHRENHEIT              | Grad Fahrenheit a)                                                                               |
| U+210A (8458) | ℊ               | Kleinbuchstabe                          | links nach rechts           | SCRIPT SMALL G                 | Kleinbuchstabe Schreibschrift-g (= Symbol für reelle Zahlen)                                     |
| U+210B (8459) | ℋ               | Großbuchstabe                           | links nach rechts           | SCRIPT CAPITAL H               | Großbuchstabe Schreibschrift-H (= Hamiltonoperator)                                              |
| U+210C (8460) | ℌ               | Großbuchstabe                           | links nach rechts           | BLACK-LETTER CAPITAL H         | Großbuchstabe Fraktur-H (= Hilbertraum)                                                          |
| U+210D (8461) | ℍ               | Großbuchstabe                           | links nach rechts           | DOUBLE-STRUCK CAPITAL H        | Großbuchstabe H mit Doppelstrich (= Quaternionen)                                                |
| U+210E (8462) | ℎ               | Kleinbuchstabe                          | links nach rechts           | PLANCK CONSTANT                | Planck-Konstante                                                                                 |
| U+210F (8463) | ℏ               | Kleinbuchstabe                          | links nach rechts           | PLANCK CONSTANT OVER TWO PI    | Planck-Konstante geteilt durch zwei Pi (= reduzierte Planck-Konstante)                           |
| U+2110 (8464) | ℐ               | Großbuchstabe                           | links nach rechts           | SCRIPT CAPITAL I               | Großbuchstabe Schreibschrift-I                                                                   |
| U+2111 (8465) | ℑ               | Großbuchstabe                           | links nach rechts           | BLACK-LETTER CAPITAL I         | Großbuchstabe Fraktur-I (= Imaginärteil einer komplexen Zahl)                                    |
| U+2112 (8466) | ℒ               | Großbuchstabe                           | links nach rechts           | SCRIPT CAPITAL L               | Großbuchstabe Schreibschrift-L (= Laplace-Transformation)                                        |
| U+2113 (8467) | ℓ               | Kleinbuchstabe                          | links nach rechts           | SCRIPT SMALL L                 | Kleinbuchstabe Schreibschrift-l (= mathematisches Symbol ell; Liter)                             |
| U+2114 (8468) | ℔               | anderes Symbol                          | anderes neutrales Zeichen   | L B BAR SYMBOL                 | Pfundzeichen                                                                                     |
| U+2115 (8469) | ℕ               | Großbuchstabe                           | links nach rechts           | DOUBLE-STRUCK CAPITAL N        | Großbuchstabe N mit Doppelstrich (= Menge der natürlichen Zahlen)                                |
| U+2116 (8470) | №               | anderes Symbol                          | anderes neutrales Zeichen   | NUMERO SIGN                    | Numero, in einigen Ländern gebräuchliches Nummernzeichen                                         |
| U+2117 (8471) | ℗               | anderes Symbol                          | anderes neutrales Zeichen   | SOUND RECORDING COPYRIGHT      | Urheberrecht an Audioaufnahme                                                                    |
| U+2118 (8472) | ℘               | mathematisches Symbol                   | anderes neutrales Zeichen   | SCRIPT CAPITAL P               | Kleinbuchstabe c) Schreibschrift-P (= Weierstraß-p)                                              |
| U+2119 (8473) | ℙ               | Großbuchstabe                           | links nach rechts           | DOUBLE-STRUCK CAPITAL P        | Großbuchstabe P mit Doppelstrich (= Menge der Primzahlen)                                        |
| U+211A (8474) | ℚ               | Großbuchstabe                           | links nach rechts           | DOUBLE-STRUCK CAPITAL Q        | Großbuchstabe Q mit Doppelstrich (= Menge der rationalen Zahlen)                                 |
| U+211B (8475) | ℛ               | Großbuchstabe                           | links nach rechts           | SCRIPT CAPITAL R               | Großbuchstabe Schreibschrift-R (= Riemann-Integral)                                              |
| U+211C (8476) | ℜ               | Großbuchstabe                           | links nach rechts           | BLACK-LETTER CAPITAL R         | Großbuchstabe Fraktur-R (= Realteil einer komplexen Zahl)                                        |
| U+211D (8477) | ℝ               | Großbuchstabe                           | links nach rechts           | DOUBLE-STRUCK CAPITAL R        | Großbuchstabe R mit Doppelstrich (= Menge der reellen Zahlen)                                    |
| U+211E (8478) | ℞               | anderes Symbol                          | anderes neutrales Zeichen   | PRESCRIPTION TAKE              | Ärztliche Verordnung (= Rezept; Doppelverhältnis)                                                |
| U+211F (8479) | ℟               | anderes Symbol                          | anderes neutrales Zeichen   | RESPONSE                       | Antwort                                                                                          |
| U+2120 (8480) | ℠               | anderes Symbol                          | anderes neutrales Zeichen   | SERVICE MARK                   | Service Mark                                                                                     |
| U+2121 (8481) | ℡               | anderes Symbol                          | anderes neutrales Zeichen   | TELEPHONE SIGN                 | Telefon-Zeichen (siehe auch U+2706)                                                              |
| U+2122 (8482) | ™               | anderes Symbol                          | anderes neutrales Zeichen   | TRADE MARK SIGN                | Trademark-Zeichen                                                                                |
| U+2123 (8483) | ℣               | anderes Symbol                          | anderes neutrales Zeichen   | VERSICLE                       | Versikel                                                                                         |
| U+2124 (8484) | ℤ               | Großbuchstabe                           | links nach rechts           | DOUBLE-STRUCK CAPITAL Z        | Großbuchstabe Z mit Doppelstrich (= Menge der ganzen Zahlen)                                     |
| U+2125 (8485) | ℥               | anderes Symbol                          | anderes neutrales Zeichen   | OUNCE SIGN                     | Unzenzeichen                                                                                     |
| U+2126 (8486) | Ω               | Großbuchstabe                           | links nach rechts           | OHM SIGN                       | Ohmzeichen b)                                                                                    |
| U+2127 (8487) | ℧               | anderes Symbol                          | anderes neutrales Zeichen   | INVERTED OHM SIGN              | Ohmzeichen auf dem Kopf stehend (= Mhozeichen)                                                   |
| U+2128 (8488) | ℨ               | Großbuchstabe                           | links nach rechts           | BLACK-LETTER CAPITAL Z         | Großbuchstabe Fraktur-Z                                                                          |
| U+2129 (8489) | ℩               | anderes Symbol                          | anderes neutrales Zeichen   | TURNED GREEK SMALL LETTER IOTA | Gedrehter griechischer Kleinbuchstabe Iota                                                       |
| U+212A (8490) | K               | Großbuchstabe                           | links nach rechts           | KELVIN SIGN                    | Kelvinzeichen b)                                                                                 |
| U+212B (8491) | Å               | Großbuchstabe                           | links nach rechts           | ANGSTROM SIGN                  | Ångströmzeichen b)                                                                               |
| U+212C (8492) | ℬ               | Großbuchstabe                           | links nach rechts           | SCRIPT CAPITAL B               | Großbuchstabe Schreibschrift-B (= Bernoulli-Funktion)                                            |
| U+212D (8493) | ℭ               | Großbuchstabe                           | links nach rechts           | BLACK-LETTER CAPITAL C         | Großbuchstabe Fraktur-C                                                                          |
| U+212E (8494) | ℮               | anderes Symbol                          | europäisches Schlusszeichen | ESTIMATED SYMBOL               | Geschätzt-Zeichen (nach Europäischer Fertigpackungsrichtlinie)                                   |
| U+212F (8495) | ℯ               | Kleinbuchstabe                          | links nach rechts           | SCRIPT SMALL E                 | Kleinbuchstabe Schreibschrift-e (= Fehler, Eulersche Zahl)                                       |
| U+2130 (8496) | ℰ               | Großbuchstabe                           | links nach rechts           | SCRIPT CAPITAL E               | Großbuchstabe Schreibschrift-E (= elektromotorische Kraft)                                       |
| U+2131 (8497) | ℱ               | Großbuchstabe                           | links nach rechts           | SCRIPT CAPITAL F               | Großbuchstabe Schreibschrift-F (= Fourier-Transformation)                                        |
| U+2132 (8498) | Ⅎ               | Großbuchstabe                           | links nach rechts           | TURNED CAPITAL F               | Gedrehter Großbuchstabe F (= Großbuchstabe digamma inversum des Claudius)                        |
| U+2133 (8499) | ℳ               | Großbuchstabe                           | links nach rechts           | SCRIPT CAPITAL M               | Großbuchstabe Schreibschrift-M (= M-Matrix in der Physik; Reichsmark)                            |
| U+2134 (8500) | ℴ               | Kleinbuchstabe                          | links nach rechts           | SCRIPT SMALL O                 | Kleinbuchstabe Schreibschrift-o (= Ordnung)                                                      |
| U+2135 (8501) | ℵ               | anderer Buchstabe, Silbe oder Ideogramm | links nach rechts           | ALEF SYMBOL                    | Aleph-Symbol (= 1. transfinite Kardinalzahl (abzählbar), Aleph-Funktion)                         |
| U+2136 (8502) | ℶ               | anderer Buchstabe, Silbe oder Ideogramm | links nach rechts           | BET SYMBOL                     | Beth-Symbol (= 2. transfinite Kardinalzahl (Kontinuum), Beth-Funktion)                           |
| U+2137 (8503) | ℷ               | anderer Buchstabe, Silbe oder Ideogramm | links nach rechts           | GIMEL SYMBOL                   | Gimel-Symbol (= 3. transfinite Kardinalzahl (Funktionen einer reellen Variable), Gimel-Funktion) |
| U+2138 (8504) | ℸ               | anderer Buchstabe, Silbe oder Ideogramm | links nach rechts           | DALET SYMBOL                   | Daleth-Symbol (= 4. transfinite Kardinalzahl)                                                    |
| U+2139 (8505) | ℹ               | Kleinbuchstabe                          | links nach rechts           | INFORMATION SOURCE             | Informationssymbol (vgl. U+1F6C8)                                                                |
| U+213A (8506) | ℺               | anderes Symbol                          | anderes neutrales Zeichen   | ROTATED CAPITAL Q              | Gedrehter Großbuchstabe Q (= Bogensignatur)                                                      |
| U+213B (8507) | ℻               | anderes Symbol                          | anderes neutrales Zeichen   | FACSIMILE SIGN                 | Fax-Zeichen                                                                                      |
| U+213C (8508) | ℼ               | Kleinbuchstabe                          | links nach rechts           | DOUBLE-STRUCK SMALL PI         | Kleinbuchstabe Pi mit Doppelstrich                                                               |
| U+213D (8509) | ℽ               | Kleinbuchstabe                          | links nach rechts           | DOUBLE-STRUCK SMALL GAMMA      | Kleinbuchstabe Gamma mit Doppelstrich                                                            |
| U+213E (8510) | ℾ               | Großbuchstabe                           | links nach rechts           | DOUBLE-STRUCK CAPITAL GAMMA    | Großbuchstabe Gamma mit Doppelstrich                                                             |
| U+213F (8511) | ℿ               | Großbuchstabe                           | links nach rechts           | DOUBLE-STRUCK CAPITAL PI       | Großbuchstabe Pi mit Doppelstrich                                                                |
| U+2140 (8512) | ⅀               | mathematisches Symbol                   | anderes neutrales Zeichen   | DOUBLE-STRUCK N-ARY SUMMATION  | Summenzeichen mit Doppelstrich                                                                   |
| U+2141 (8513) | ⅁               | mathematisches Symbol                   | anderes neutrales Zeichen   | TURNED SANS-SERIF CAPITAL G    | Gedrehter serifenloser Großbuchstabe G                                                           |
| U+2142 (8514) | ⅂               | mathematisches Symbol                   | anderes neutrales Zeichen   | TURNED SANS-SERIF CAPITAL L    | Gedrehter serifenloser Großbuchstabe L                                                           |
| U+2143 (8515) | ⅃               | mathematisches Symbol                   | anderes neutrales Zeichen   | REVERSED SANS-SERIF CAPITAL L  | Gespiegelter serifenloser Großbuchstabe L                                                        |
| U+2144 (8516) | ⅄               | mathematisches Symbol                   | anderes neutrales Zeichen   | TURNED SANS-SERIF CAPITAL Y    | Gedrehter serifenloser Großbuchstabe Y                                                           |
| U+2145 (8517) | ⅅ               | Großbuchstabe                           | links nach rechts           | DOUBLE-STRUCK ITALIC CAPITAL D | Kursiver Großbuchstabe D mit Doppelstrich (Differential)                                         |
| U+2146 (8518) | ⅆ               | Kleinbuchstabe                          | links nach rechts           | DOUBLE-STRUCK ITALIC SMALL D   | Kursiver Kleinbuchstabe D mit Doppelstrich (Differential)                                        |
| U+2147 (8519) | ⅇ               | Kleinbuchstabe                          | links nach rechts           | DOUBLE-STRUCK ITALIC SMALL E   | Kursiver Kleinbuchstabe E mit Doppelstrich (Eulersche Zahl)                                      |
| U+2148 (8520) | ⅈ               | Kleinbuchstabe                          | links nach rechts           | DOUBLE-STRUCK ITALIC SMALL I   | Kursiver Kleinbuchstabe I mit Doppelstrich (imaginäre Einheit)                                   |
| U+2149 (8521) | ⅉ               | Kleinbuchstabe                          | links nach rechts           | DOUBLE-STRUCK ITALIC SMALL J   | Kursiver Kleinbuchstabe J mit Doppelstrich (imaginäre Einheit)                                   |
| U+214A (8522) | ⅊               | anderes Symbol                          | anderes neutrales Zeichen   | PROPERTY LINE                  | Eigentumslinie                                                                                   |
| U+214B (8523) | ⅋               | mathematisches Symbol                   | anderes neutrales Zeichen   | TURNED AMPERSAND               | Gedrehtes Und-Zeichen (benutzt in der linearen Logik)                                            |
| U+214C (8524) | ⅌               | anderes Symbol                          | anderes neutrales Zeichen   | PER SIGN                       | Pro-Zeichen                                                                                      |
| U+214D (8525) | ⅍               | anderes Symbol                          | anderes neutrales Zeichen   | AKTIESELSKAB                   | Dänische Aktiengesellschaft (Aktieselskab)                                                       |
| U+214E (8526) | ⅎ               | Kleinbuchstabe                          | links nach rechts           | TURNED SMALL F                 | Gedrehter Kleinbuchstabe F (= Kleinbuchstabe digamma inversum des Claudius)                      |
| U+214F (8527) | ⅏               | anderes Symbol                          | links nach rechts           | SYMBOL FOR SAMARITAN SOURCE    | Symbol für samaritische Quelle                                                                   |